# Pequeño Beskids
El Pequeño Beskids (en polaco: Beskid Mały) es una de las cadenas montañosas de los Beskides occidentales de los Cárpatos exteriores occidentales en el sureste de Polonia. Dentro de la cordillera se encuentra la zona protegida conocida como Parque Paisajístico del Pequeño Beskids.
Su montaña más alta es Czupel, 933 m sobre el nivel del mar . El río Soła, que corre de sur a norte, divide la cordillera en dos grupos.
Andrychów, Bielsko-Biała, Kęty, Kozy, Międzybrodzie Bialskie, Porąbka, Wilkowice son los principales puntos de partida de las rutas incendiadas hacia las montañas.